# La Course by Le Tour de France 2021
De achtste (en laatste) editie van de Franse wielerwedstrijd La Course by Le Tour de France werd gehouden op zaterdag 26 juni 2021 in Bretagne, op dezelfde dag als de eerste etappe van de Ronde van Frankrijk 2021 voor mannen. De wedstrijd maakt deel uit van de UCI Women's World Tour 2021. De vorige editie in Nice werd gewonnen door Lizzie Deignan. Zij werd opgevolgd door Demi Vollering.
Aanvankelijk stond La Course gepland op zondag 27 juni met Mûr-de-Bretagne als aankomst, net als de tweede etappe in de Tour voor mannen. Omdat op die zondag ook regionale verkiezingen plaatsvinden, werd de wedstrijd, op last van de burgemeesters, een dag vervroegd naar zaterdag 26 juni. De start was net als de Grand Départ in Brest; de finish lag in Landerneau.
Tevens maakte de ASO bekend dat dit de laatste editie van La Course zal zijn. Vanaf 2022 is er een Tour de France Femmes, die van start gaat op de slotdag voor de mannen en die een week zal duren.

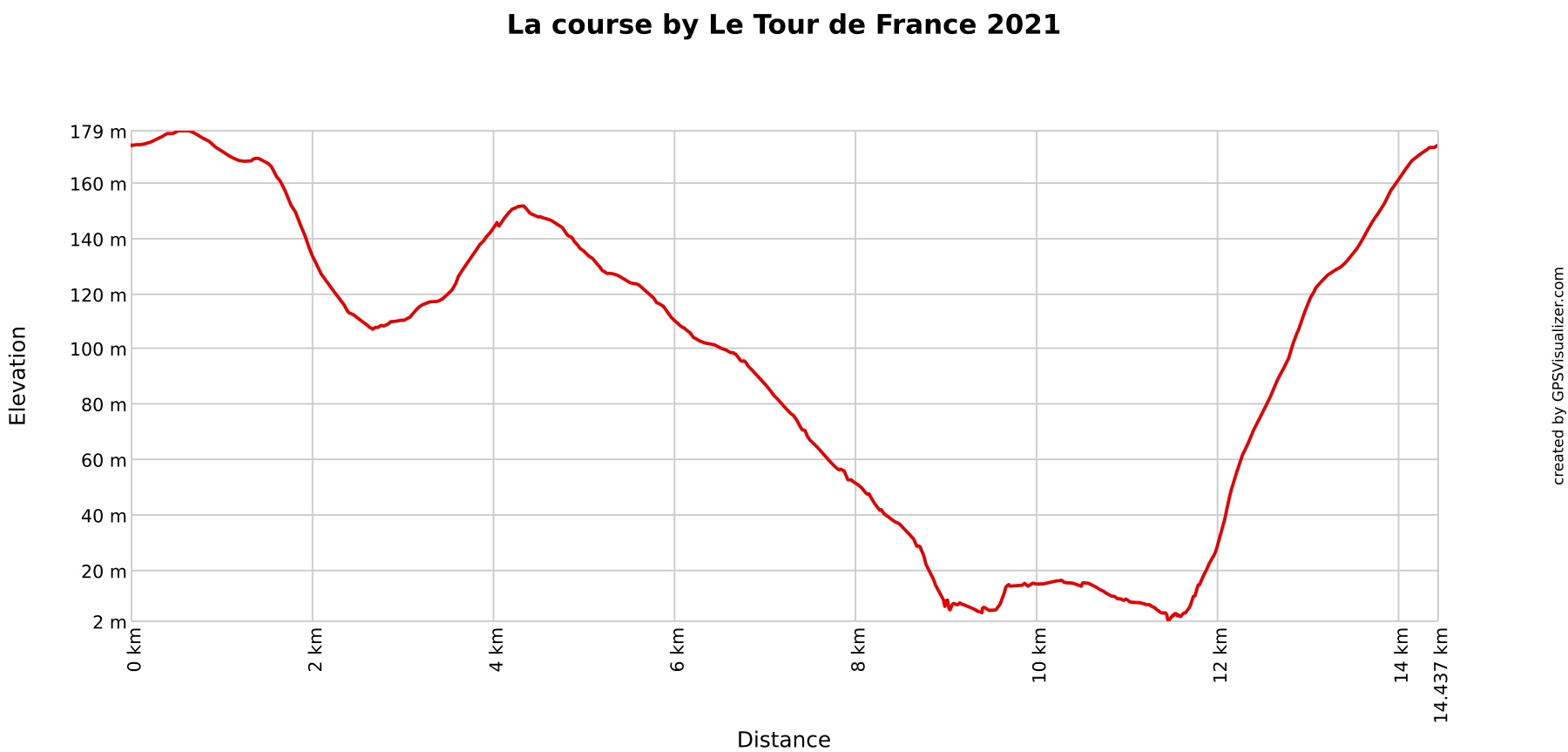
Hoogteprofiel van de finaleronde.

## Deelnemende ploegen
Alle negen World-Tourteams gingen van start, aangevuld met 13 continentale ploegen.
| World-Tourteams                    | UCI-teams          | UCI-teams                         |
| ---------------------------------- | ------------------ | --------------------------------- |
| Alé BTC Ljubljana                  | Arkéa              | Parkhotel Valkenburg              |
| BikeExchange                       | A.R. Monex         | Rally UHC Women                   |
| Canyon-SRAM                        | Bizkaia-Durango    | Stade Rochelais Charente-Maritime |
| FDJ Nouvelle-Aquitaine Futuroscope | Ceratizit-WNT      | Team Tibco                        |
| Liv Racing                         | Drops Cycling Team | Top Girls Fassa Bortolo           |
| Movistar Team                      | Jumbo-Visma        | Valcar-Cylance                    |
| SD Worx                            | Massi-Tactic       |                                   |
| Team DSM                           |                    |                                   |
| Trek-Segafredo                     |                    |                                   |

## Uitslag
| Plaats  | Naam                  | Ploeg                              | Tijd     |
| ------- | --------------------- | ---------------------------------- | -------- |
| Winnaar | Demi Vollering        | SD Worx                            | 2u50'29" |
| 2       | Cecilie Uttrup Ludwig | FDJ Nouvelle-Aquitaine Futuroscope | z.t.     |
| 3       | Marianne Vos          | Jumbo-Visma                        | z.t.     |
| 4       | Anna van der Breggen  | SD Worx                            | z.t.     |
| 5       | Grace Brown           | BikeExchange                       | z.t.     |
| 6       | Katarzyna Niewiadoma  | Canyon-SRAM                        | z.t.     |
| 7       | Soraya Paladin        | Liv Racing                         | z.t.     |
| 8       | Liane Lippert         | Team DSM                           | z.t.     |
| 9       | Lizzie Deignan        | Trek-Segafredo                     | + 4"     |
| 10      | Sofia Bertizzolo      | Liv Racing                         | z.t.     |
| 11      | Leah Thomas           | Movistar                           | z.t.     |
| 12      | Coryn Rivera          | Team DSM                           | + 8"     |
| 13      | Marta Cavalli         | FDJ Nouvelle-Aquitaine Futuroscope | z.t.     |
| 14      | Niamh Fisher-Black    | SD Worx                            | z.t.     |
| 15      | Mikayla Harvey        | Canyon-SRAM                        | z.t.     |
| 16      | Tatiana Guderzo       | Alé BTC Ljubljana                  | z.t.     |
| 17      | Anna Henderson        | Jumbo-Visma                        | z.t.     |
| 18      | Juliette Labous       | Team DSM                           | z.t.     |
| 19      | Pauliena Rooijakkers  | Liv Racing                         | z.t.     |
| 20      | Amanda Spratt         | BikeExchange                       | z.t.     |
|         |                       |                                    |          |
| 50      | Valerie Demey         | Liv Racing                         | +3'02"   |

2014 · 2015 · 2016 · 2017 · 2018 · 2019 · 2020 · 2021
Strade Bianche ·
Trofeo Alfredo Binda-Comune di Cittiglio ·
Driedaagse Brugge-De Panne ·
Gent-Wevelgem ·
Ronde van Vlaanderen ·
Amstel Gold Race ·
Waalse Pijl ·
Luik-Bastenaken-Luik ·
Ronde van Burgos ·
La Course by Le Tour de France ·
Clásica San Sebastián ·
Ronde van Noorwegen ·
Simac Ladies Tour ·
GP de Plouay-Bretagne ·
Ceratizit Challenge by La Vuelta ·
Parijs-Roubaix ·
The Women's Tour ·
Ronde van Drenthe
Afgelaste wedstrijden: Cadel Evans Great Ocean Road Race · RideLondon Classique · Postnord Vårgårda WestSweden · Ronde van Chongming · Ronde van Guangxi